# Municipio de Santa Cruz Verapaz
Municipio de Santa Cruz Verapaz är en kommun i Guatemala.   Den ligger i departementet Departamento de Alta Verapaz, i den centrala delen av landet, 80 km norr om huvudstaden Guatemala City.